# 韩家店乡
韩家店乡，是中华人民共和国河北省承德市隆化县下辖的一个乡镇级行政单位。

## 行政区划
韩家店乡下辖以下地区：
韩家店村、八里营村、黑石碳沟村、厂沟门村、阿虎沟村、西底沟村、老窝铺村、榆林村、三岔口村和唐家店村。